# サン＝ゴーダンス
サン＝ゴーダンス （フランス語:Saint-Gaudens、([API|sɛ̃godɛ̃ːs]、オック語:Sent Gaudenç）は、フランス、オクシタニー地域圏、オート＝ガロンヌ県のコミューン。

## 地理
サン＝ゴーダンスはピレネー山脈のふもと、歴史的なコマンジュ地方の中にある。トゥールーズの南南西約90km、タルブの約70kmに位置する。町はガロンヌ川の右岸にある。
サン＝ゴーダンスは、トゥールーズ＝タルブ間をつなぐ歴史的な道路である国道117号線途上の町である。現在町の北部をA64が通る。また、トゥールーズ＝スペイン間をつなぐ国道125号線の交差地点でもある。トゥールーズ＝バイヨンヌ路線のサン＝ゴーダンス駅も提供している。
町の西部では、国道117号線と県道21号線がコマンジュ地方の幹線道路となっている。

## 歴史
ローマ時代、トゥールーズとダクス間をつなぐローマ街道が現在の町の近く、Mansusという名の農村地域に通っていた。キリスト教伝来後、その名はMas-Saint-Pierreとなった。
475年、町はキリスト教殉教者の墓を持っていた。西ゴート族によって斬首刑に処された年若い少年、ゴーダンスである。キリスト教徒のコミュニティーは彼の名前をとって形成された。教会や修道院は8世紀に建設され、聖クロドゴンドの規則に従って宗教生活が営まれた。
町が現在の名称となったのは9世紀である。殉教者ゴーダンス崇拝が高まり、マ＝サン＝ピエール教会に彼の聖遺物が保管されていたためだった。11世紀、宗教コミュニティーに、教会参事会の地位が与えられた。トゥールーズのサン＝セルナン大聖堂に触発され教会が再建されたのはこの時代で、参事会教会となった。
1160年、聖ヨハネ騎士団の病院が創設された。関税の憲章は、コマンジュ伯爵ベルナール4世によって1202年に住民に付与された（1345年に確認される）。1212年と1226年には、シモン・ド・モンフォール4世（fr）の十字軍がサン＝ゴーダンスへやってきた。13世紀は、サン＝ゴーダンスが商業の場となる時代だった。防衛設備の欠如を感じ、防御が確立された（壁、溝、2つの門が設置された）。
元コマンジュ司教であるローマ教皇クレメンス7世は、1309年1月13日に町を訪問し、聖なる場所への巡礼者たちを勇気付けるため数多くの免罪符を与えながら、聖遺物の正当性を1月20日の教書にて承認した。
14世紀と15世紀は深刻な戦争と経済危機によって特筆される。町は、16世紀に防衛事業が完成したにもかかわらず、その後引き起こされた宗教戦争で被害を受けた（5つの門を備えた第二の城壁が、壁の外側へ拡大した郊外のため建設された）。1569年8月2日、モンゴムリ伯爵率いるユグノー軍が町を制圧した。町の公文書は焼かれ、教会と市場が略奪された。聖遺物の一部は、近くの教会に避難して保存された。フランス元帥ジャック・ゴワイヨン・ド・マティニョン（fr）軍が町に到着すると、直ちに町はカトリックの町に戻った。
サン＝ゴーダンスは、アンリ4世時代の1607年、フランス王国に併合された。1661年8月30日、聖遺物は参事会教会の元の場所に戻された。この日付は町の守護聖人の日として今日でも祝われている。
17世紀から18世紀半ば、参事会はフランス革命まで大きな存在だった。革命によって参事会は廃止され、参事会の記録はほとんどが破棄された。

## 姉妹都市
- アヴランシュ、フランス
- バルバストロ、スペイン
- ビエリャ・デ・ミハラン、スペイン

## 出身者
- ギィ・ラフィット（Guy Lafitte） - ジャズ・サクソフォーン奏者